# Chrysobothris strandiana
Chrysobothris strandiana es una especie de escarabajo del género Chrysobothris, familia Buprestidae. Fue descrita científicamente por Obenberger en 1922.